# Bayou Cane
Bayou Cane est une census-designated place (CDP) située dans la paroisse de Terrebonne en Louisiane, aux États-Unis.
Le bayou Terrebonne traverse la localité en direction du Sud avant de s'orienter vers l'Est à la sortie de la ville.